# Пятково (Тюменская область)
Пятково — село в Упоровском районе Тюменской области России. Административный центр Пятковского сельского поселения.
Расположено на левом берегу речки Курчигай (Кирчигай) и на речке Долговка (Доловка) левого притока речки Курчигай. Расстояние до районного центра села Упорово 42 км, г. Заводоуковска 87 км (через Суклём - 44 км), областного центра г. Тюмени 181 км (через Суклём - 144 км).

## География
Село находится на юго-западе Тюменской области, в пределах юго-западной части Западно-Сибирской низменности, в лесостепной зоне, на берегах реки Долговки, на расстоянии примерно 32 километров (по прямой) к юго-востоку от села Упорова, административного центра района. Абсолютная высота — 110 метров над уровнем моря.

### Климат
Климат континентальный с холодной продолжительной зимой и тёплым относительно коротким летом. Средняя температура воздуха самого холодного месяца (января) — −18,7 °C (абсолютный минимум — −47,3 °C); самого тёплого месяца (июля) — 18 °C (абсолютный максимум — 38,4 °С). Безморозный период длится в среднем 111 дней. Среднегодовое количество атмосферных осадков составляет 181—469 мм, из которых 70 % выпадает в тёплый период. Продолжительность залегания снежного покрова составляет в среднем 164 дня.

### Часовой пояс
Село Пятково, как и вся Тюменская область, находится в часовой зоне МСК+2. Смещение применяемого времени относительно UTC составляет +5:00.

## Административно-территориальное деление
- 1758 Сибирская губерния, Тобольская провинция, Ялуторовский дистрикт. Впервые упоминается деревня Пятковская.[2] [6]
- 1782 Тобольское наместничество, Ялуторовский уезд, Кизакская слобода, деревня Пятковская. [2] [7]
- 1795 Тобольское наместничество, Ялуторовский округ, Пятковская волость, деревня Пятковская. [2] [7]
- 1796 Тобольская губерния, Ялуторовский уезд, Пятковская волость, деревня Пятковская. [2] [7]
- 1856 Тобольская губерния, Ялуторовский округ, Пятковская волость, село Пятковское. [2] [7]
- 1898 Тобольская губерния, Ялуторовский уезд, Пятковская волость, село Пятковское. [2][7]
- 1919 Тюменская губерния, Ялуторовский уезд, Пятковская волость, Пятковский сельский совет, село Пятковское. [2] [7]
- 03.11.1923 Уральская область, Тюменский округ, Емуртлинский район, Пятковский сельский совет, село Пятково. [2] [7]
- 08.08.1930 Уральская область, Емуртлинский район, Пятковский сельский совет, село Пятково. [2] [7]
- 01.01.1932 Уральская область, Упоровский район, Пятковский сельский совет, село Пятково. [2] [7]
- 17.01.1934  Челябинская область, Упоровский район, Пятковский сельский совет, село Пятково. [2] [7]
- 07.12.1934 Омская область, Упоровский район, Пятковский сельский совет, село Пятково. [2] [7]
- 25.01.1935 Омская область, Новозаимский район, Пятковский сельский совет, село Пятково. [2] [7]
- 6.02.1943 Омская область, Упоровский район, Пятковский сельский совет, село Пятково. [2] [7]
- 14.08.1944 Тюменская область, Упоровский район, Пятковский сельский совет, село Пятково. [2] [7]
- 01.02.1963 Тюменская область, Ялуторовский район, Пятковский сельский совет, село Пятково. [2] [7]
- 12.01.1965 Тюменская область, Заводоуковский район, Пятковский сельский совет, село Пятково. [2] [7]
- 30.12.1966 Тюменская область, Упоровский район, Пятковский сельский совет, село Пятково. [2] [7]
- 05.11.2004 Тюменская область, Упоровский район, Пятковское сельское поселение (Тюменская область) , село Пятково. [2]

### История
В переписи 1749 года села Пятково нет. Впервые упоминается в метрической книге Спасской церкви слободы Емуртлинской в 1758 г. 
Венчан деревни Пятковой крестьянин Петр Степанович сын Пятков первым браком, Ялуторовского острога прихода Рафайловой Уковской заимки деревни Меншиковой крестьянина Федора Меншикова с дочерью девицей Анной обоих един брак.
По ревизской сказке 1762 года во вновь образованную деревню Пятковскую заселились жители из Суерского, Ялуторовского острогов, Беляковской, Емуртлинской, Краснослободской слобод. Основали деревню уроженцы деревни Шишкиной слободы Онтроповской Сольвычегодского уезда Пятков Федор Логинов (1682-1763) с сыновьями Галактионом, Степаном. 
- В 1912 году в Пятково были: церковь, школа, хлебозапасной магазин, винная лавка, 6 торговых лавки, 2 водяные мельницы, 1 маслобойня, 4 кузницы, пожарная охрана, в год проводились 2 ярмарки.[2]
- В 1952 году в Пятково появилось радио.[2]
- В начале 1970-х годов действовала средняя школа, участковая больница, аптека, молочный завод, сельпо, библиотека, Дом культуры, две фермы КРС. В 1970-80-е годы появились новые улицы, объекты соцкультбыта.[2]
- В 1996 году построена асфальтированная дорога от Пятково до Нижнеманая, в 2018 году щебеночная дорога от с. Пятково до с. Горюново. [2]

### Церковь
Церковь во имя Первоверховных Апостолов Петра и Павла в селе Пятково построена 1857 году, здание деревянное на каменном фундаменте. В 1895-1896 годы церковь была отремонтирована и освящена в феврале 1897 г. Тобольские епархиальные ведомости за 1897 год  №7 писали: 
В минувшем феврале месяце в с. Пятковском Ялуторовского округа совершено торжественного освящение обновленного местного храма. Кстати, не лишним будет сказать о новом иконостасе. Новый иконостас довольно чистой и красивой работы и обошелся в 995 руб., уплаченному подрядчику Е., к чести которого нельзя, впрочем отнести неаккуратное выполнение им контрактных условий, а именно: подряд был взят 19-го марта 1895 года с обязательством окончит его непременно в течение года т.е. к 19 марта 1896 года, но Е. выполнил его лишь к 31 декабря 1896 г…
В 1962 году церковь была закрыта и разобрана. Простояла она 105 лет. Новая каменная церковь во имя Апостолов Петра и Павла  построена в 2020 году на благотворительные средства семьи Денисовых, ранее проживавшей в Пятково и на пожертвования жителей села. 4 октября 2020 году освящены купола, кресты и колокола нового храма. 1 января 2021 года состоялся первый молебен в Петропавловской церкви. 

## Население
По ревизской сказке 1762 года в Пятково жили: Бабушкины, Батеневы, Белозеровы, Бетехтины, Ботовы, Дресвины, Епанчинцовы, Ермаковы, Заморовы, Зуевы, Искоренковы, Кабаковы, Копытины, КоРенёвы, Костаревы, Краснояровы, Крашенинины, Мартыновы, Мясниковы, Новоселовы, Плотниковы, Попковы, Поповы, Проскуряковы, Пятковы, Рыльские, Сидоровы, Сизиковы, Собанины, Старцевы, Третьяковы, Тюленевы, Ударцевы, Усольцевы, Хмелевы, Шелудковы. 
По переписи 1897 года в Пятково жили: Абрамовы-11 чел; Баздыровы-9, Баранов-13, Бауровы-12, Белозеровы-25, Блиновы-9, Борковские-14, Боровковы-19, Вешняковы-81, Вострых-15, Григорьевы-34, Гуденковы-9, Дмитриевы-29, Дороховы-9, Егоровы-16, Ефремовы-26, Заморовы-75, Захаровы-66, Ивановы-93, Искоренковы-54, Кабаковы-57, Карнеевы-7, Карповы-17, Кобылины-11, Козьмины-14, Козыревы-30, Корневы-8, Коротченковы-19, Крашенинины-13, Кручинины-14, Леоновы-22, Макатаевы-71, Матвеевы-13, Мезенцевы-10, Меренковы-11, Меркурьевы-12, Морозовы-25, Наумовы-16, Немковы-18, Нечипаны-10, Павловы-35, Петровы-30, Поляковы-48, Поповы-51, Репины-14, Рокевских-8, Рыльских-18, Рымины-15, Рязановы-19, Сизиковы-74, Собанины-96, Соколовы-13, Солодковы-21, Спиревы-29, Спиридоновы-17, Старцевы-10, Стешных-15, Стрельниковы-10, Теплоуховы-33, Токмины-8, Третьяковы-27, Тришкины-9, Трофимовы-33, Тюленевы-11, Ударцовы-23, Усольцевы-15, Ухаловы-95, Федоровы-33, Хмелевы-23, Цапенковы-10, Че(у)пурины-29, Черник-19, Чертаковы-13, Чиняевы-40, Шабалины-46, Шабановы-24, Шипуновы-6 и другие. 
| 1762 | 1782 | 1816 | 1834 | 1858 | 1897 | 1926 | 1989. | 2002 | 2010 | 2021 |
| 380  | 469  | 619  | 1002 | 1413 | 2021 | 2682 | 1361  | 1368 | 1293 | 1194 |

| 2010 |
| ---- |
| 1293 |

### Половой состав
По данным Всероссийской переписи населения 2010 года в половой структуре населения мужчины составляли 49 %, женщины — соответственно 51 %.

### Национальный состав
Согласно результатам переписи 2002 года, в национальной структуре населения русские составляли 91 % из 1368 чел.

## Галерея

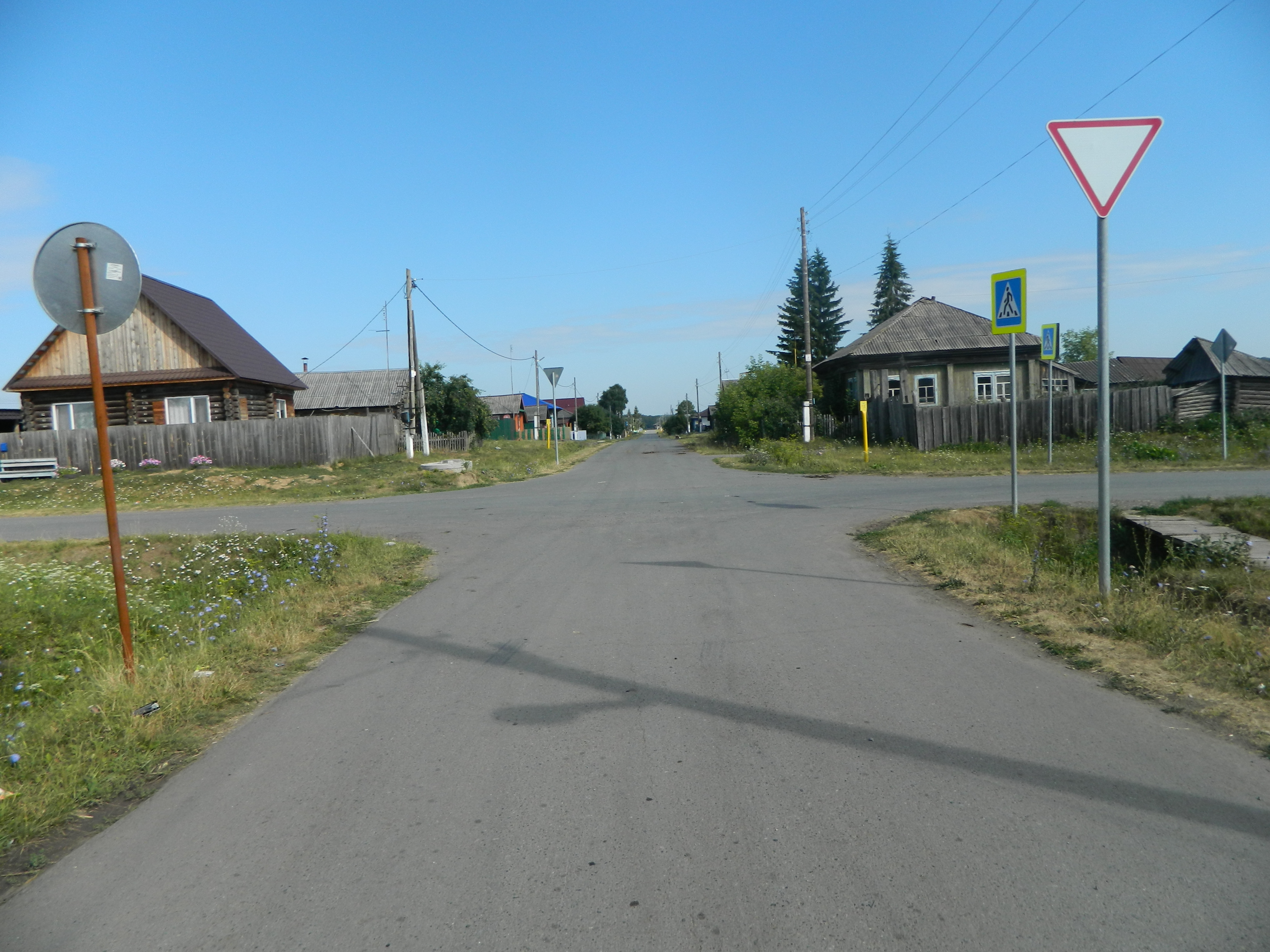
Село Пятково
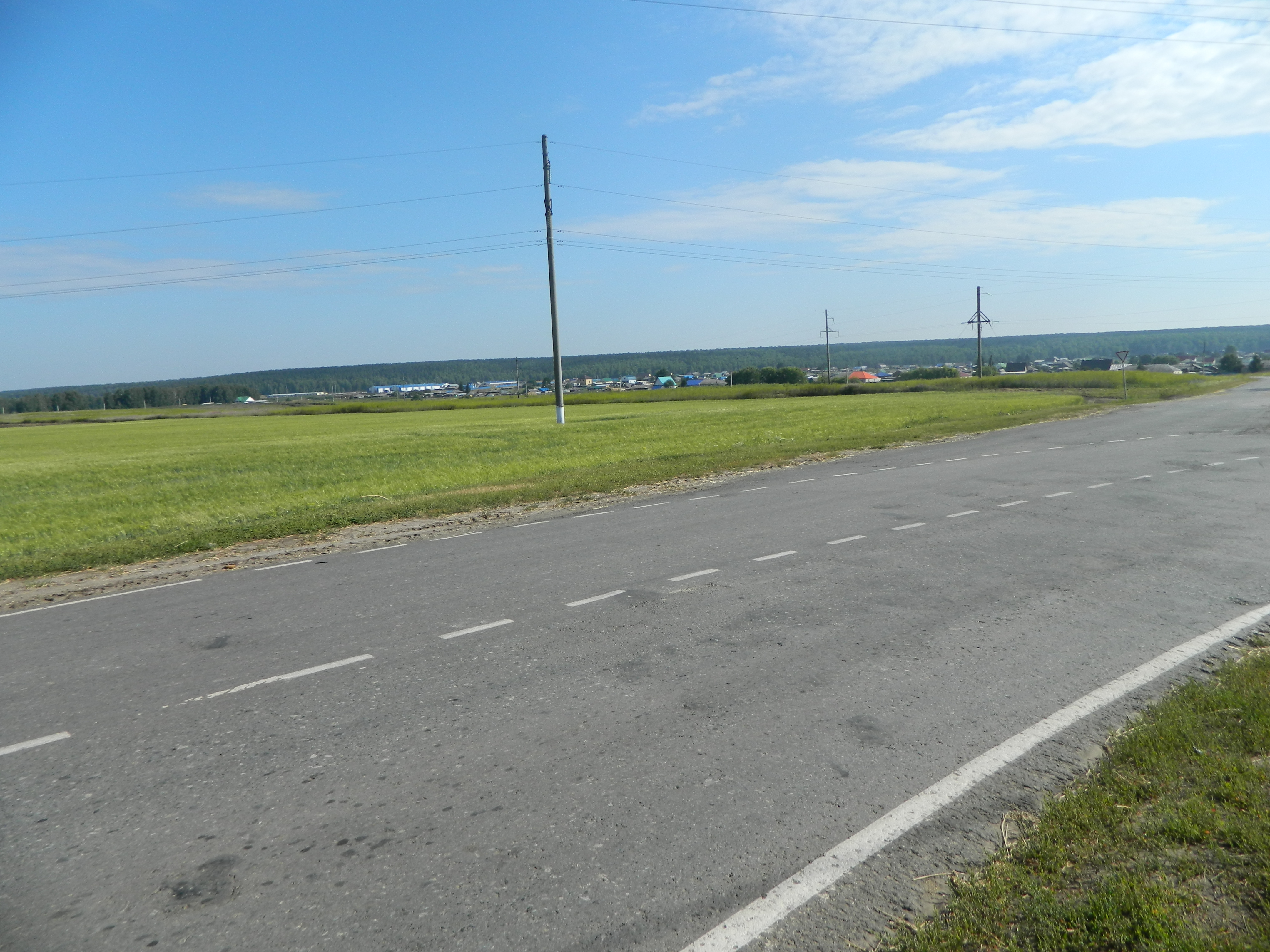
Въезд в Пятково со стороны с.Емуртла
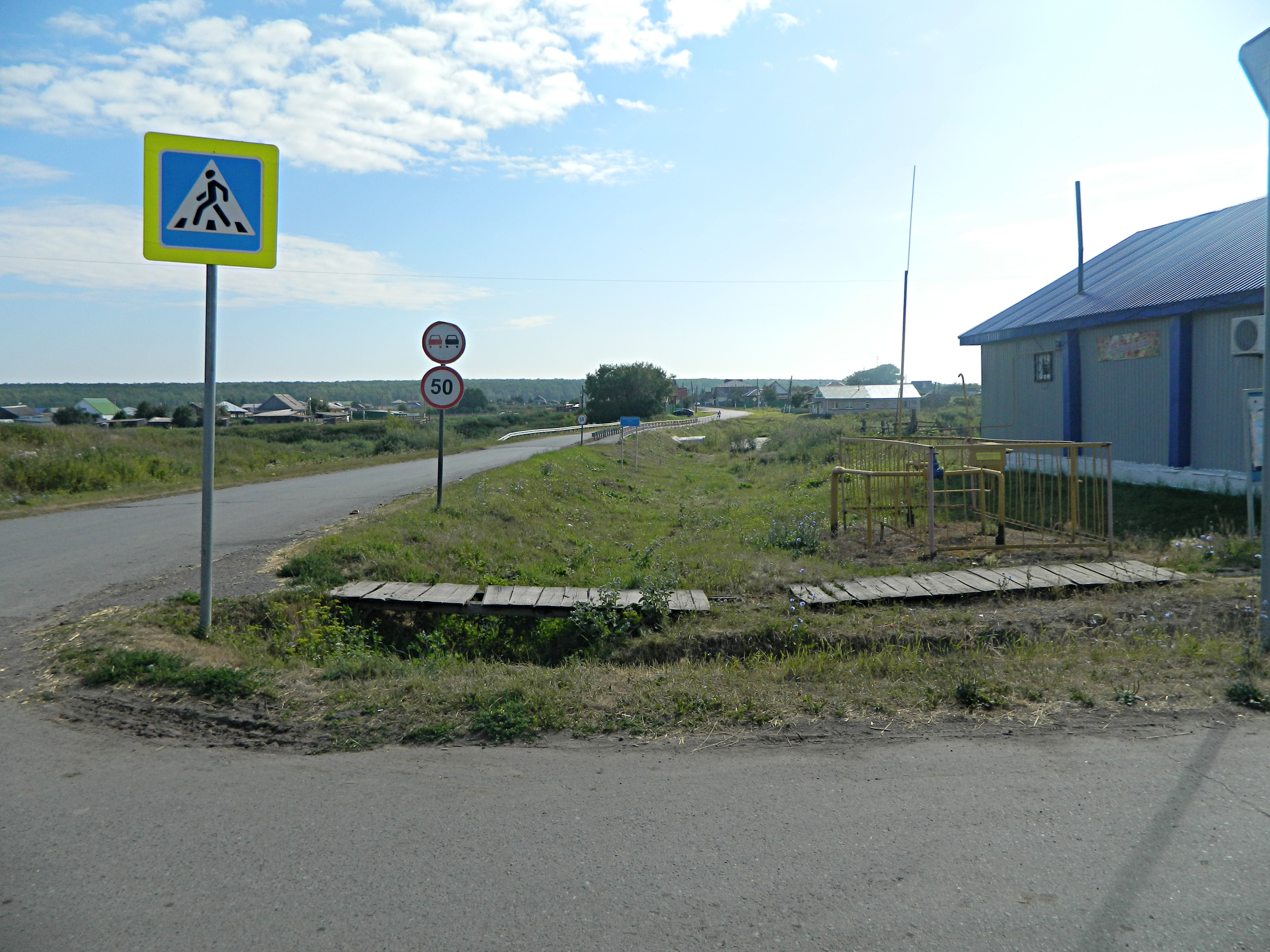
Село Пятково
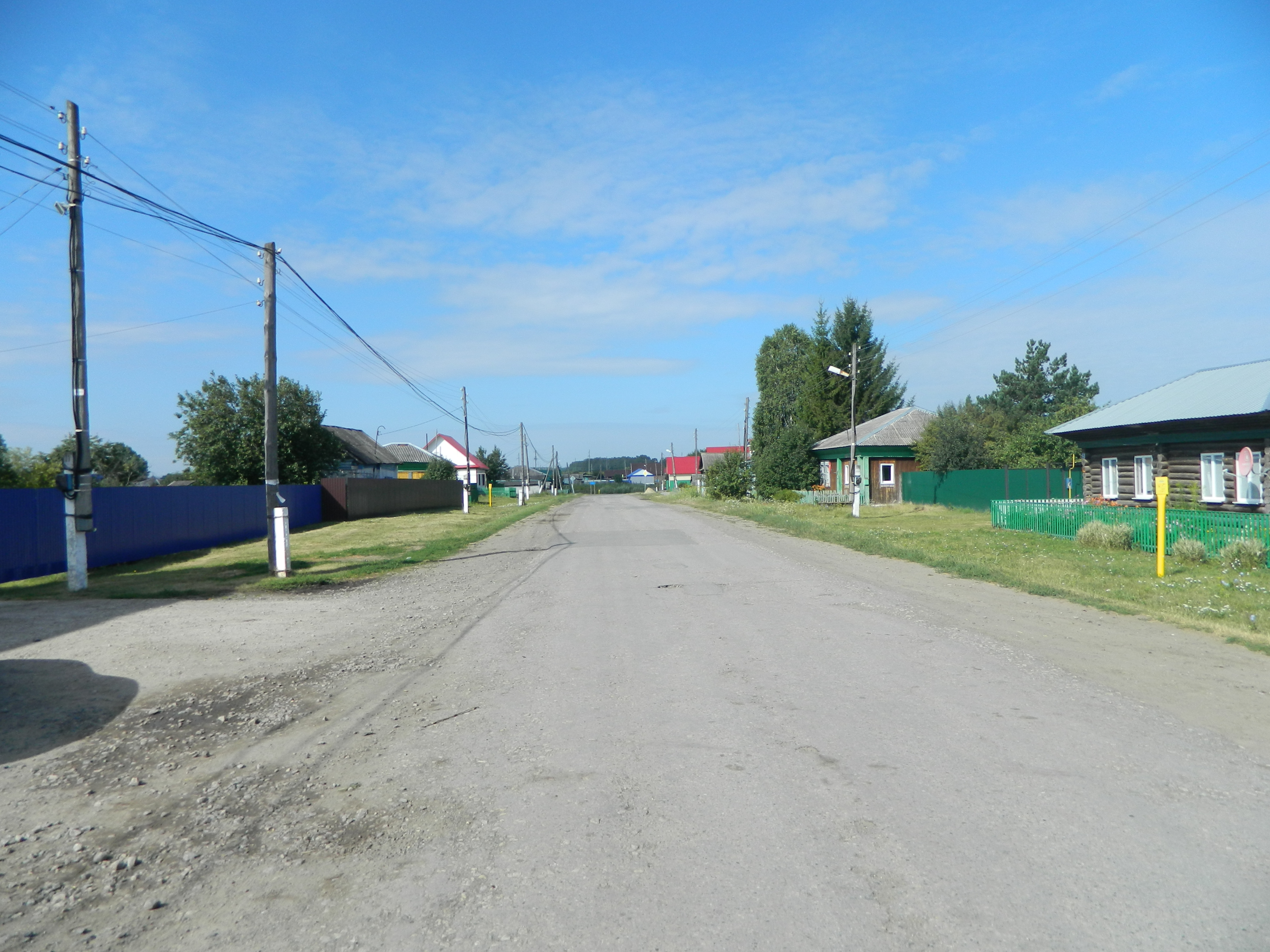
Село Пятково
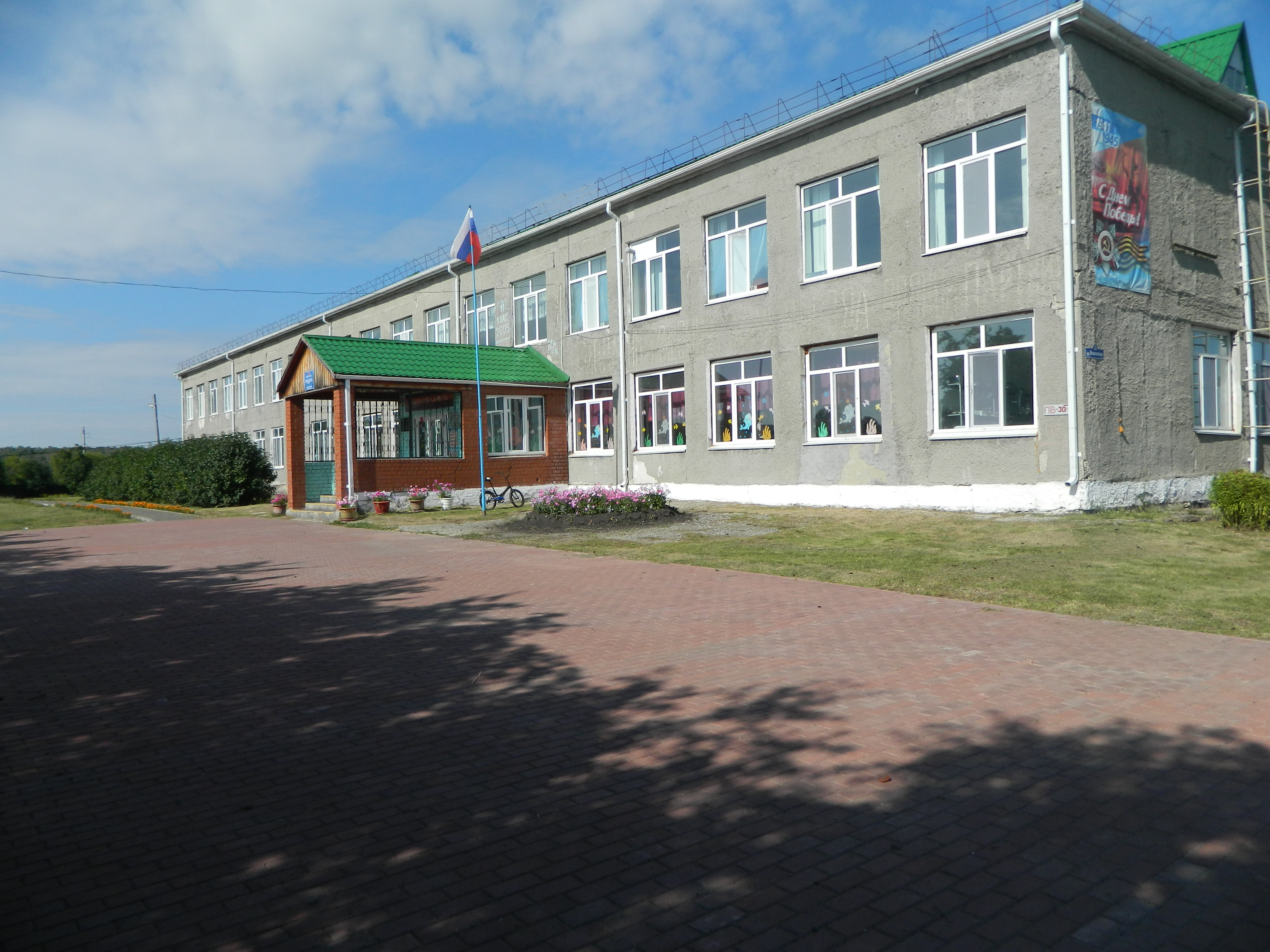
Село Пятково. Школа
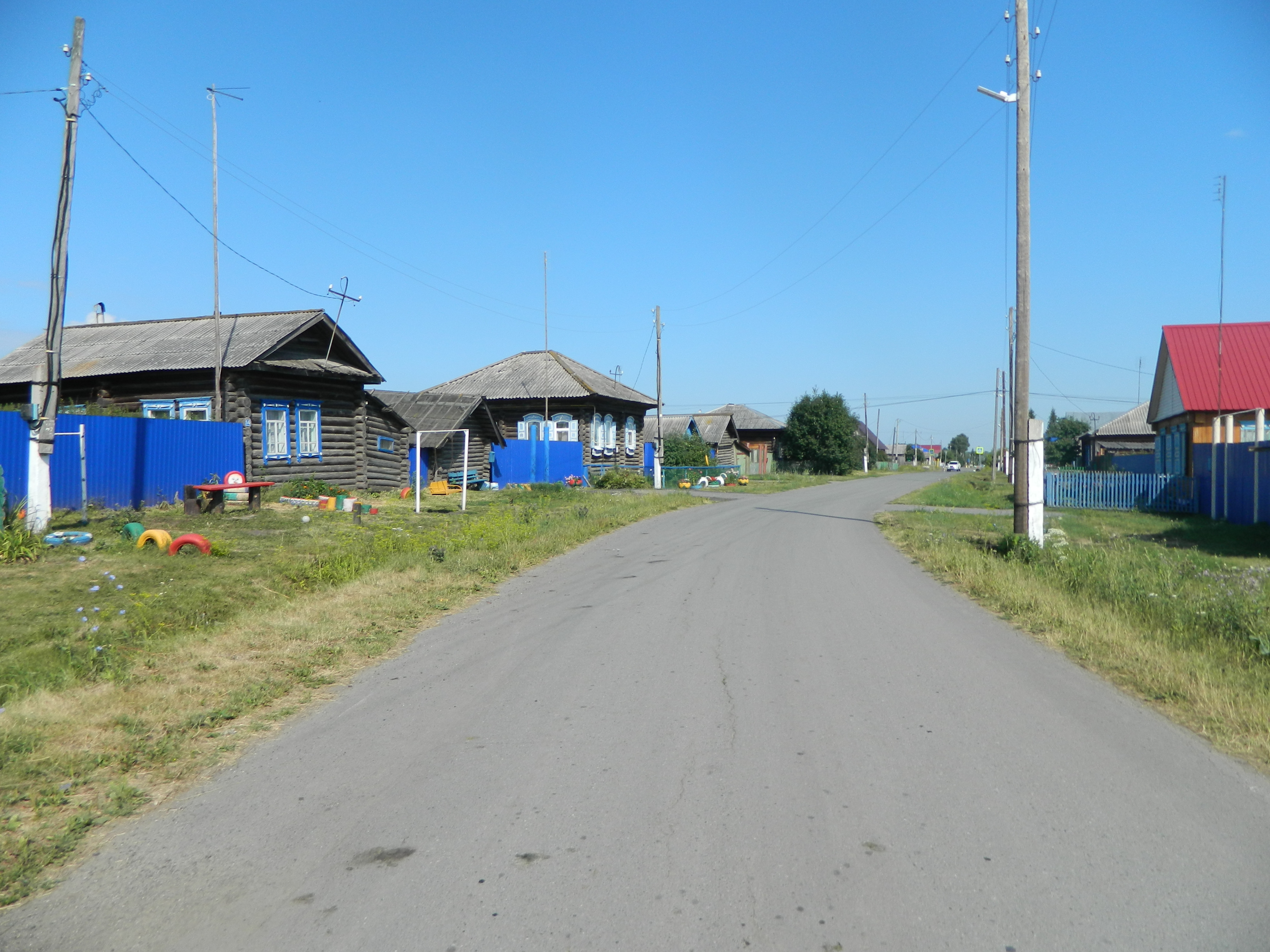
Село Пятково
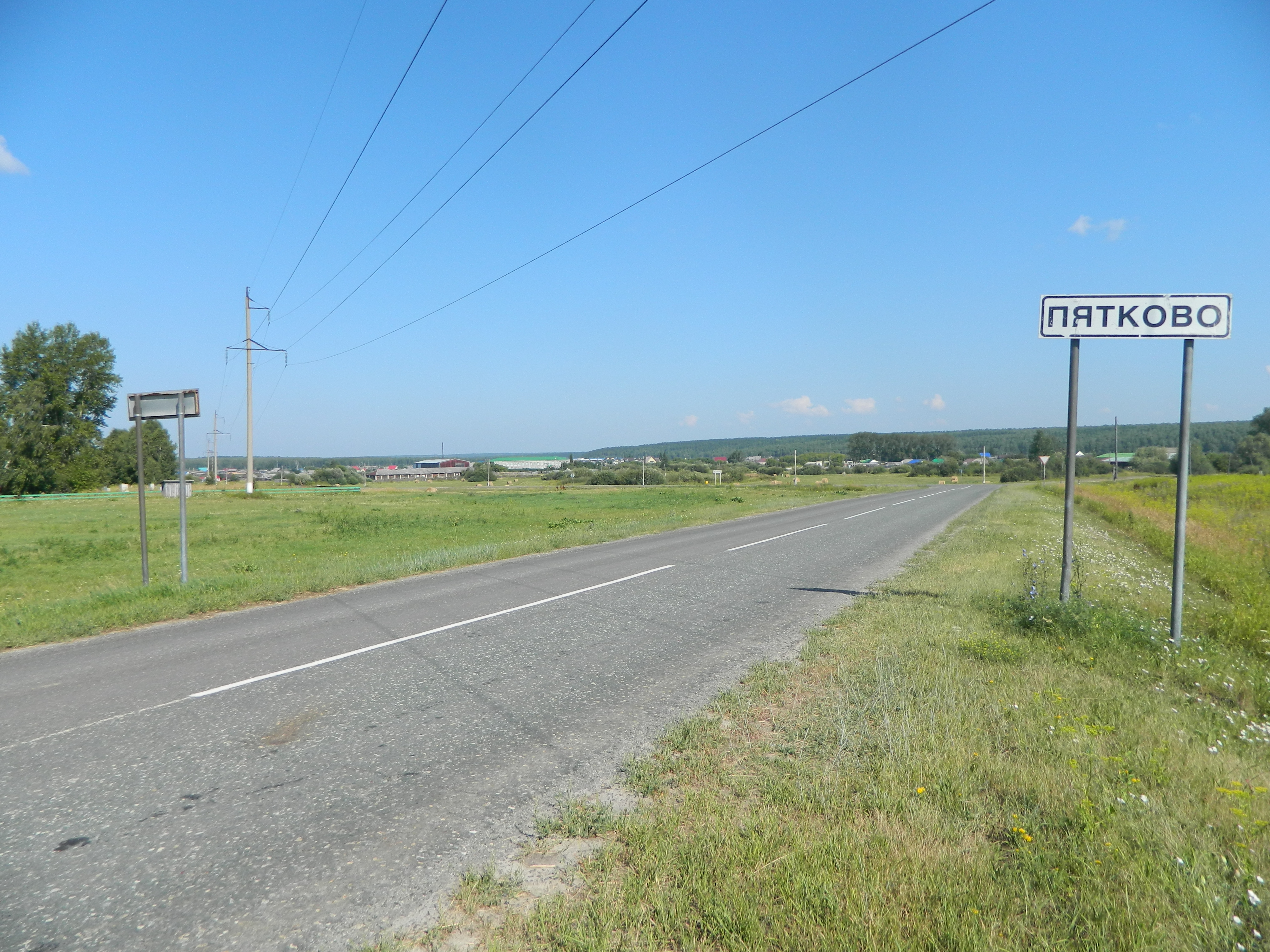
Въезд в Пятково со стороны Н.Маная
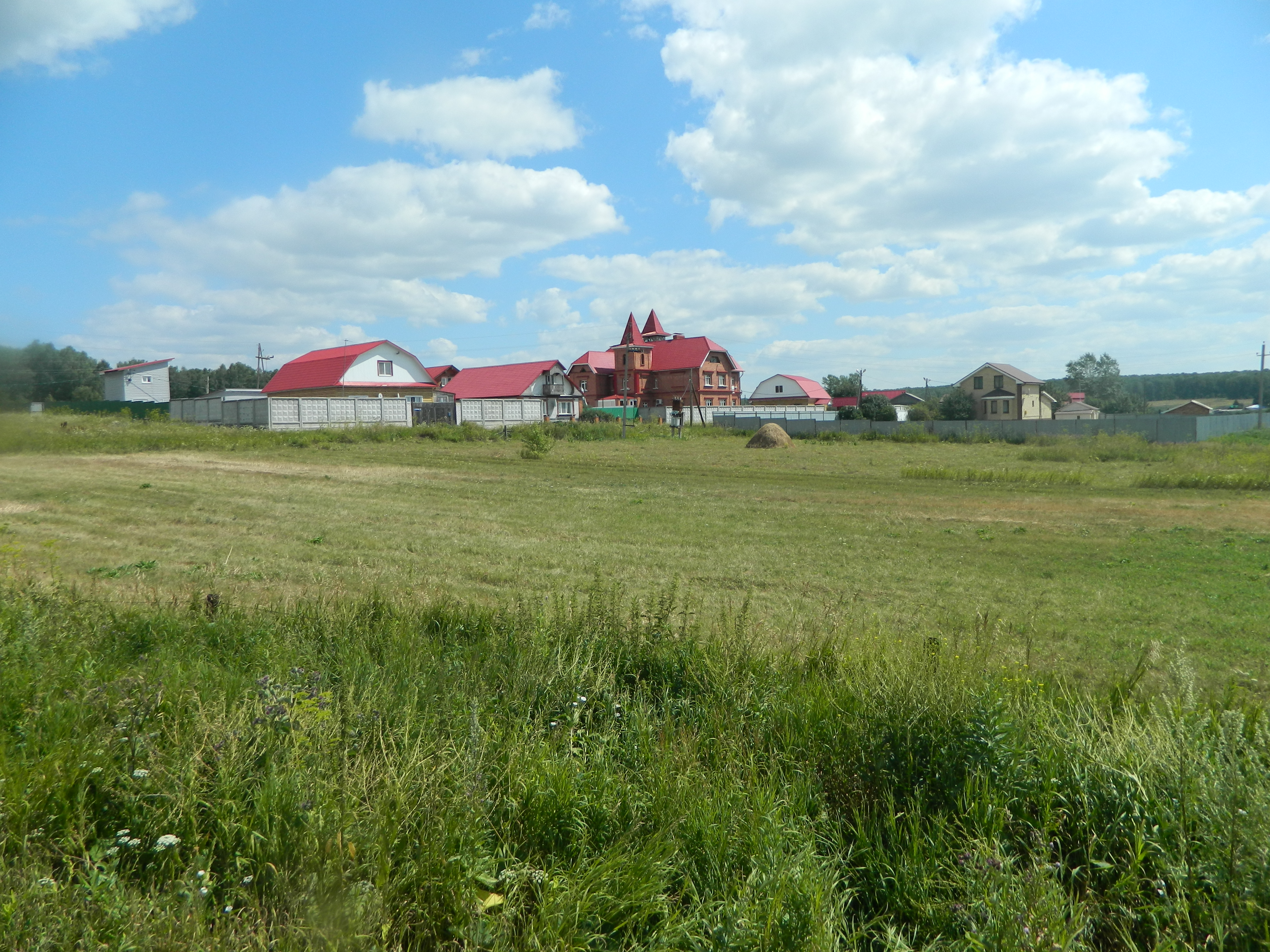
Въезд в Пятково со стороны Н.Маная
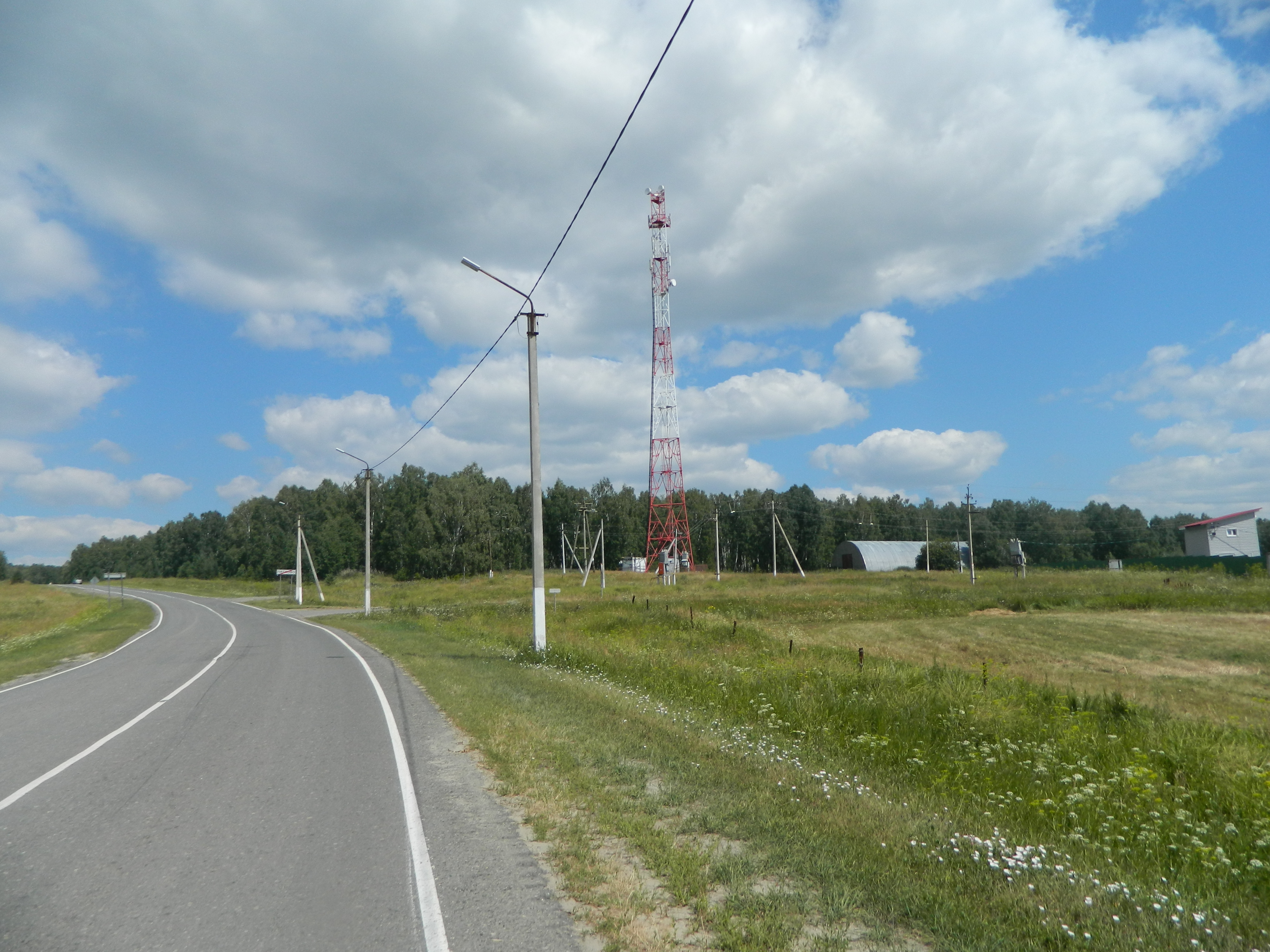
Село Пятково
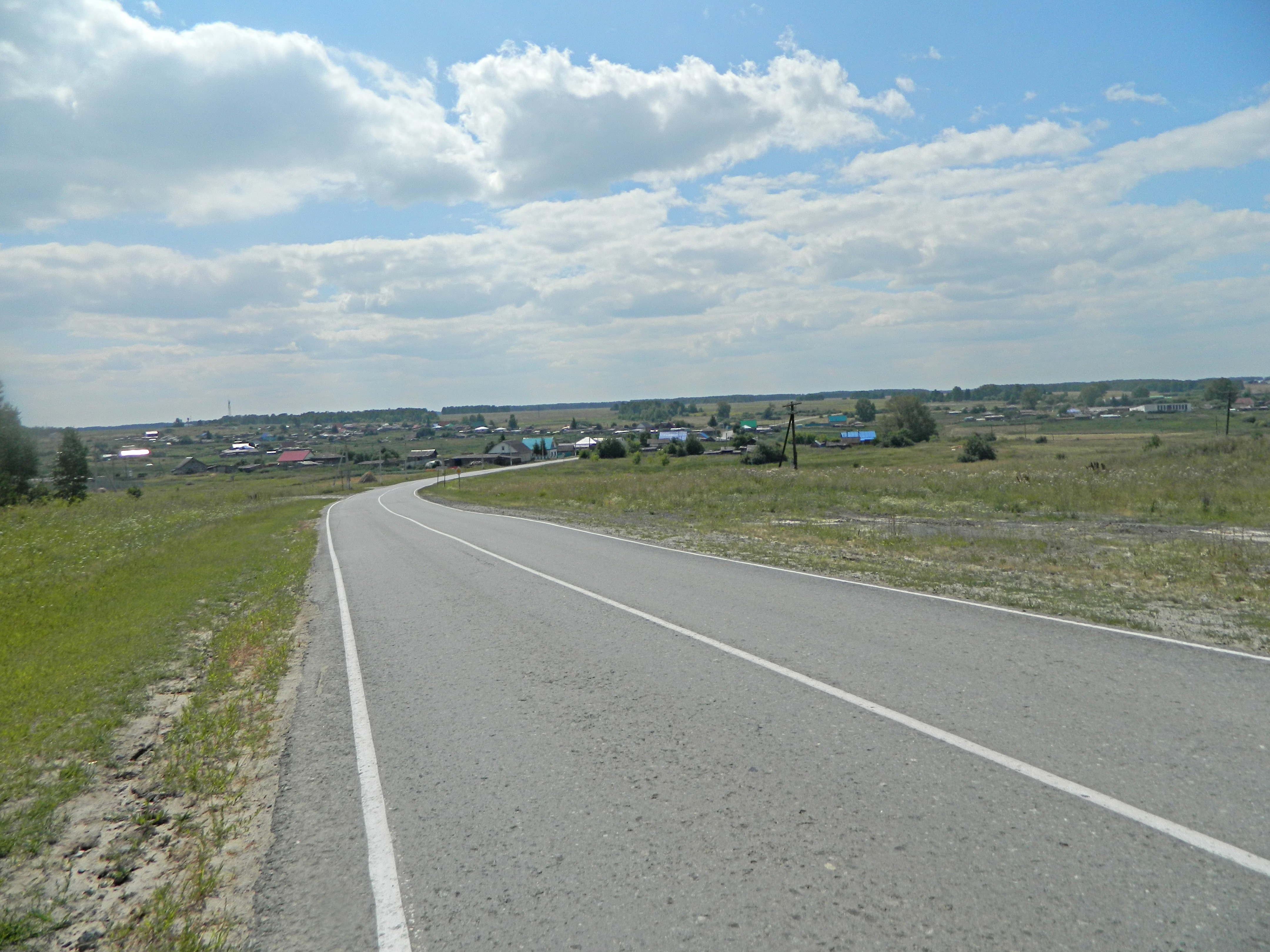
Село Пятково